# 併願受験
併願受験（へいがんじゅけん）とは、広義には複数の試験を受験することであるが、一般的には複数の学校の入学試験を受験することを指す。以下、日本における試験の形態についてこの意味で解説する。単に併願とも言うが、複数の学校に願書を出すことを併願と呼んで区別することもある。逆に受験校を一つに絞ることを単願あるいは専願と呼ぶ。

## 第一志望校
受験者が一番入学を望む学校のことである。一般的には、受験者の偏差値と同等か、少し高いところに設定する。このようなケースを特に本命と呼ぶ。これに対し、受験者の偏差値と比べて、第一志望校のレベルがあまりに高く、入学試験本番までに対策が間に合わないときは、記念受験と呼ぶことがある。記念受験の場合、そもそも合格の可能性など考えずに受ける人が多いので、単なる冷やかしとみなされることが多い。だが大手予備校の模試偏差値分布表を見ると極めて少数派ではあるが絶望的な偏差値で難関大学に合格している例が存在する。
記念受験は合格が絶望的な状況での用語であり、受験直前までに現実とのギャップが埋まっていれば実質的に本命に分類する。あるいは記念受験ほどではないにしろ、合格の可能性が低く、第一志望以下の学校が実質の入学希望校になっている場合、第一志望校のことを挑戦校と呼ぶこともある。挑戦校も「下手な鉄砲も数打てば当たる」といった考えから複数受けるケースがある。合格発表後に入学する学校を迷うケースのほとんどが、偶然、挑戦校に複数合格した場合である。
また、第一志望より第二志望以下の方が偏差値が高いケースもある。例えば、地方の学生が地元の国立大学と都内の私立大学のどちらにも合格した場合、経済的理由などでたとえ偏差値が低くても国立大学に入学することも少なくない。他にもある大学の複数学部に合格した場合、偏差値が低くても、自分が行きたい学部を優先して入学する例などもある。このような場合「蹴る」という用語を用いる。

## 各都道府県での併願受験の方式

### 神奈川県
神奈川県では、私立高校の受験者が公立高校も受験する場合に、内申書と学力試験に加えてアチーブメントテストの得点を選考資料に使用する特殊な選抜方法を用いていた。

### 愛知県
愛知県の公立高校の入学試験では、複合選抜が導入されている。詳細は当該項目を参照。